# Carne de morucha de Salamanca
La carne de morucha de Salamanca es un alimento característico de la provincia de Salamanca que goza de una Indicación Geográfica desde 1995, y por ello forma parte de los alimentos protegidos de Castilla y León.
El animal productor de este alimento procede de la raza morucha, una de las especies bovinas autóctonas de España.

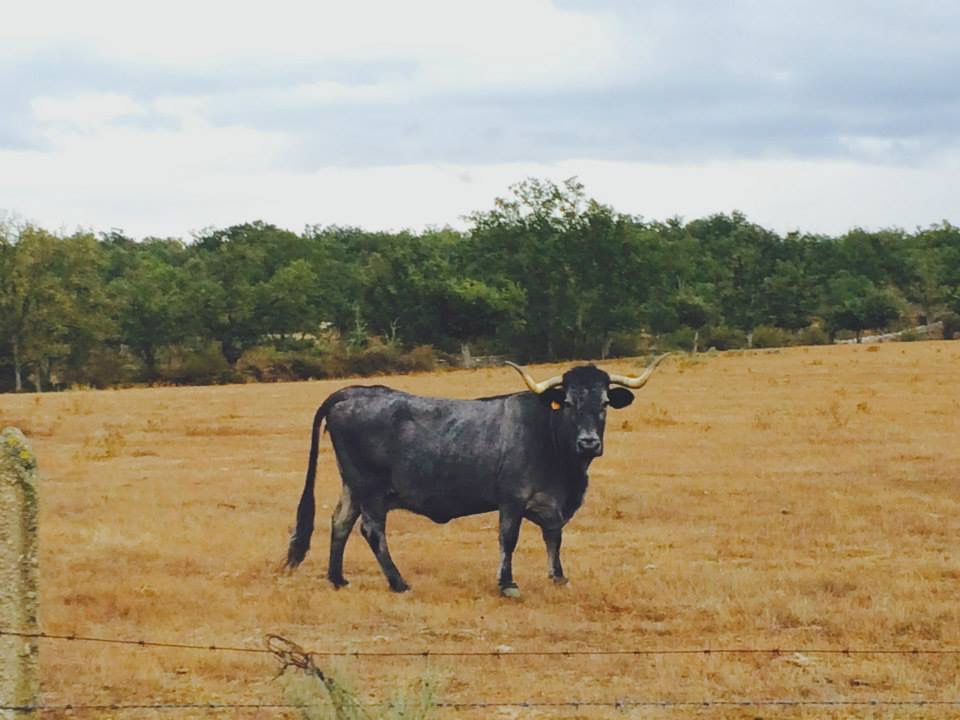
Vaca morucha

Debido a su crianza se desarrolla en las dehesas y pastizales del oeste peninsular y de manera natural, produce una carne de alta calidad, jugosa y aromática, de un color entre rosado y rojo.
Dentro de su comercialización se encuentran tres tipos: ternera, añojo y novillo, dependiendo de la edad del animal.
Su Consejo Regulador radica en la ciudad de Salamanca.